# Reticulatae
Reticulatae é um género botânico pertencente à família Fabaceae.
1. ↑  «Reticulatae — World Flora Online». www.worldfloraonline.org. Consultado em 19 de agosto de 2020